# Coelaenomenodera campestris
Coelaenomenodera campestris es un coleóptero de la familia Chrysomelidae.
Fue descrita científicamente en 1887 por Fairmaire.